# Белафонте, Гарри
Гарри Белафонте (англ. Harry Belafonte), полное имя Гарольд Джордж Белланфанти-младший (англ. Harold George Bellanfanti Jr.; 1 марта 1927, Манхэттен, Нью-Йорк, США — 25 апреля 2023, Манхэттен, Нью-Йорк) — американский певец, актёр и общественный активист, прозванный королём музыки калипсо. Его альбом «Calypso» (1956) на протяжении 31-й недели удерживал первую строчку в Billboard 200 и первым в истории разошёлся тиражом свыше миллиона экземпляров.
Белафонте получил три премии «Грэмми» (включая «Грэмми» за прижизненные достижения), премию «Эмми» и премию «Тони». В 1989 году он получил премию Кеннеди-центра. Он также был награждён Национальной медалью в области искусств в 1994 году. В 2014 году Белафонте был отмечен премией имени Джина Хершолта, что сделало его двадцатым человеком, получившим «Оскар», «Эмми», «Грэмми» и «Тони», и пятым без конкурентных категорий.

## Ранние годы
Родился в Гарлеме в семье эмигрантов из Ямайки и Мартиники. Рос в нищете, с 8 до 13 лет жил с бабушкой на Карибских островах. Затем в Нью-Йорке окончил школу и служил в морском флоте ВМС США во время Второй мировой войны, несмотря на то, что был несовершеннолетним.
После демобилизации он вернулся в Нью-Йорк и поступил на актёрские курсы Эрвина Пискатора. Окончил Актёрскую студию и Драматическую лабораторию при Новой школе социальных исследований. Первые роли он сыграл в «American Negro Theatre». После роли в одном из музыкальных спектаклей его заметили, стали приглашать выступать в ночных клубах. В 1949 году он выступал как эстрадный певец при поддержке оркестра Чарли Паркера под эгидой фирмы грамзаписи «Roost». Белафонте стал записывать поп-мелодии в стиле Фрэнка Синатры и Нэт Кинг Коула. В свободное время посещал фонотеку Библиотеки Конгресса, где прослушивал записи музыки народов карибского региона. Вместе со своим другом, гитаристом Милрад Томас он дебютировал в знаменитом джаз и фолк клубе Нью-Йорка «The Village Vanguard». В репертуаре Белафонте были песни Карибских островов, негритянские спиричуэлс, американские народные песни. В это же время он установил тесный контакт с Мартином Лютером Кингом — легендарным борцом за права чернокожих. Он начал кропотливую работу по мобилизации американских артистов в поддержку движения за равноправие гражданских прав цветного населения.

## Пятидесятые годы
Результатом увлечения Белафонте этнической музыкой стало смешение традиционной поп-музыки с карибскими мотивами и джазом. В 1952 начали выходить его записи на фирме «RCA Victor», там он записывался до 1970 года.
В 1953 году Гарри Белафонте дебютировал в фильме «Яркая дорога» (Bright Road). В 1954 году Белафонте сыграл главную роль в музыкальном фильме «Кармен Джонс» (Carmen Jones), а затем в фильме «Остров под солнцем» (Island in the Sun, 1957). Он продюсировал и сыграл главную роль в фильме 1959 года «Ставки на завтра» (Odds against tomorrow). На телевидении Гарри всегда был желанным гостем, его охотно приглашали выступать в эстрадных программах. В 1960-е годы недовольство предлагаемыми ролями заставило Белафонте вернуться к записи музыки.
Переломный момент наступил в 1956 году вместе с выходом третьей его долгоиграющей пластинки (альбом) — «Калипсо» (Calypso). На этой пластинке было записано только две песни родом с островов Тринидад и Тобаго: это «Banana Boat Song» и «Farewell to Jamaica», которые, став хитами, положили начало моде на стиль «калипсо». В 1956 году два записанные им альбома музыки калипсо стали национальным феноменом и оставались на вершине хит-парадов продаж свыше семи месяцев — один из рекордов истории шоу-бизнеса. По итогам следующего года его песня «Mary's Boy Child» возглавила национальный хит-парад Великобритании.
Два раза он с большим успехом выступил в Карнеги-Холле в 1959 и в 1960 году. Ещё до феноменального успеха «Calypso» Белафонте стал одним из самых популярных актёров Бродвея. В 1954 году ему была присуждена театральная премия «Тони». В конце 1950-х годов, подобно многим популярным исполнителям, он попытался перенести музыкальный успех на большой экран. Фильмы, в которых он снимался, поднимали спорные по тем временам вопросы о месте чернокожего населения в американском обществе.
На телевидении он вёл популярное вечернее ток-шоу, которое сам же и продюсировал. По этой причине Белафонте называют первым чернокожим продюсером в истории американского телевидения. За телевизионные достижения ему в 1960 году была вручена премия «Эмми».
Он содействовал популярности певиц Мириам Макеба (Mariam Makeba; ЮАР) и Нана Мускури (Nana Mouskouri; Греция) в Америке.

## Последующие годы
Он получил две премии «Грэмми» в 1960 и 1965 году, 8 золотых пластинок. Популярность Белафонте пошла на убыль во время «битломании» в США.
Помимо музыкальной деятельности Белафонте — известный борец за гражданские права афроамериканцев и активно занимается благотворительностью.
Начиная с 1960-х годов Белафонте отходит от шоу-бизнеса и сосредотачивается на борьбе в защиту притеснённых этнических меньшинств. В годы борьбы афроамериканцев за свои права Белафонте сблизился с Полем Робсоном и Мартином Лютером Кингом. Президент Джон Кеннеди назначил его советником Корпуса мира по культурным вопросам.
После одиннадцатилетнего перерыва актёр вернулся на большой экран в начале 1970-х годов фильмами «Ангел Левин» (1970), «Бак и Проповедник» (1972), «Субботний вечер на окраине города» (1974). И хотя актёрская игра так и не стала его главным занятием, Белафонте продолжал сниматься, и не без успеха. Среди его поздних работ стоит упомянуть фильм Роберта Олтмена «Канзас-сити» (1996) и необычную трактовку расизма в ленте «Участь белого человека» (1995).
Идея записать в 1984 году песню «We Are the World» была выдвинута Гарри Белафонте после показа в новостях голодающих Эфиопии. Белафонте связался с одним из крупнейших менеджеров шоу-бизнеса Кеном Крейгом, чтобы тот помог собрать звёзд для записи песни, деньги от продажи которой пошли бы исключительно для голодающих в Африке. И музыканты, и их агенты приняли участие в проекте абсолютно безвозмездно. Для записи песни, написанной Лайонелом Ричи и Майклом Джексоном, собралось 45 известнейших звёзд американского музыкального бизнеса. В результате этой кампании было собрано $70 млн..
Певец был удостоен титула почётного доктора Высшего института искусств Кубы за вклад в мировую культуру (Белафонте выступал в поддержку Кубы и посещал её в 1999 году, встретившись с Фиделем Кастро и местными рэп-исполнителями). Премию Детского фонда ООН (ЮНИСЕФ) Гарри Белафонте получил, являясь послом доброй воли ЮНИСЕФ, активно участвуя в сборе средств на нужды детей во всем мире.
Последний концерт он дал в 2003 году.
В начале XXI века легендарный музыкант, проложивший чернокожим дорогу в шоу-бизнес, проявил себя беспощадным критиком Джорджа Буша и его советников. Во время встречи Белафонте и Дэнни Гловера с венесуэльским президентом Уго Чавесом (2006) Белафонте назвал Буша «главным мировым террористом».

## Личная жизнь
Белафонте был женат на Маргарите Берд с 1948 по 1957 год. У них две дочери: Адриенна и Шари Белафонте. Когда Маргарита была беременна последней, они расстались. Адриенна и её дочь Рэйчел Блю основали организацию Anir Foundation / Experience, которая занимается гуманитарной работой на юге Африки. Шари — фотограф, модель, певица и актриса, замужем за актёром Сэмом Беренсом.
8 марта 1957 года Белафонте женился на Джули Робинсон, американской танцовщице еврейского происхождения. У них было двое детей, Дэвид и Джина. Дэвид, единственный сын Гарри Белафонте, работал моделью и актёром, стал лауреатом премии «Эмми» и был номинирован на «Грэмми» как музыкальный продюсер и исполнительный директор семейной компании Belafonte Enterprises Inc. В этом качестве Дэвид принимал участие в создании большинстве альбомов, организации туров и постановок своего отца. Он женат на модели и певице Малене Белафонте, которая гастролировала со своим свёкром. Джина Белафонте — актриса телевидения и кино и работала со своим отцом в качестве тренера и продюсера над более чем шестью его фильмами.
После 47 лет брака Белафонте и Робинсон развелись. В апреле 2008 года Белафонте женился на фотографе Памеле Франк.

### Смерть
Умер 25 апреля 2023 года от застойной сердечной недостаточности в своём доме в Верхнем Вест-Сайде Манхэттена в возрасте 96 лет.

## Фильмография
| Год  |    | Русское название                  | Оригинальное название                        | Роль                 |
| ---- | -- | --------------------------------- | -------------------------------------------- | -------------------- |
| 1949 | с  |                                   | Sugar Hill Times                             |                      |
| 1953 | ф  | Яркая дорога                      | Bright Road                                  | директор школы       |
| 1954 | ф  | Кармен Джонс                      | Carmen Jones                                 | Джо                  |
| 1957 | ф  | Остров Солнца                     | Island in the Sun                            | Дэвид Бойер          |
| 1959 | ф  | Мир, плоть и дьявол               | The World, the Flesh and the Devil           | Шахтёр Ральф Бёртон  |
| 1959 | ф  | Ставки на завтра                  | Odds Against Tomorrow                        | Джонни Инграм        |
| 1970 | ф  | Из Монтгомери в Мемфис            | King: A Filmed Record… Montgomery to Memphis | рассказчик           |
| 1970 | ф  | Ангел Левин                       | The Angel Levine                             | Александр Левин      |
| 1972 | ф  | Бак и Проповедник                 | Buck and the Preacher                        | проповедник          |
| 1974 | ф  | Субботний вечер на окраине города | Uptown Saturday Night                        | креол Дэн Бьюфорд    |
| 1981 | тф | Белый тигр Грэмблинга             | Grambling’s White Tiger                      | тренер Эдди Робинсон |
| 1992 | ф  | Игрок                             | The Player                                   | камео                |
| 1994 | ф  | Высокая мода                      | Ready to Wear                                | камео                |
| 1995 | ф  | Бремя белого человека             | White Man’s Burden                           | Тадеуш Томас         |
| 1996 | ф  | Джаз 34                           | Jazz ’34                                     | камео                |
| 1996 | ф  | Канзас-Сити                       | Kansas City                                  | Селдом Син           |
| 1999 | тф | За и против                       | Swing Vote                                   | судья Уилл Данн      |
| 2006 | ф  | Бобби                             | Bobby                                        | Нельсон              |
| 2018 | ф  | Чёрный клановец                   | BlacKkKlansman                               | Джером Тёрнер        |

## Дискография
- Более 50 оригинальных альбомов
- Основной список на AllMusic
- Только в 2008 году выпущено 12 разных сборников песен прошлых лет.